# ونگل (آلاباما)
ونگل، آلاباما (به انگلیسی: Vangale, Alabama) یک منطقهٔ مسکونی در ایالات متحده آمریکا است که در شهرستان مرنگو، آلاباما واقع شده‌است.

## خصوصیات
ونگل ۷۷٫۱۲ متر بالاتر از سطح دریا واقع شده‌است.